# Ловечская область
Ло́вечская о́бласть (болг. Област Ловеч) — область в Северно-Центральном регионе Болгарии.
Административный центр — город Ловеч.

## География
Площадь территории, занимаемой областью, 4132 км², что составляет 3,7 % от территории страны..
Область граничит
- на севере с Плевенской областью;
- на северо-востоке с Великотырновской областью;
- на западе с Врачанской областью;
- на юго-западе с Софийской областью;
- на востоке с Габровской областью;
- на юге с Пловдивской областью.

## Административное деление

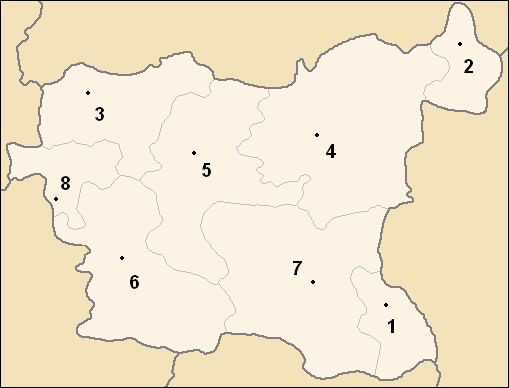
Общины Ловечской области

Административно область делится на 8 общин:
1. Община Априлци (3579 человек[2]),
2. Община Летница (5604 человека[2]),
3. Община Луковит (20 374 человека[2]),
4. Община Ловеч (57 358 человек[2]),
5. Община Угырчин (7365 человек[2]),
6. Община Тетевен (23 012 человек[2]),
7. Община Троян (36 096 человек[2]),
8. Община Ябланица (6490 человек[2]).

## Население
Население области на 2011 год — 141 422 человек. В области кроме города Ловеч, в котором проживают 42 134 жителя, есть ещё семь городов — Априлци (3188 жителей), Летница (4246 жителей), Луковит (10 257 жителей), Тетевен (11 213 жителей), Троян (24 399 жителей), Угырчин (2920 жителей), Ябланица (2955 жителей). Также на территории Ловечской области расположены 142 села (см. сёла Ловечской области).
| Этнические группы (2011) | Этнические группы (2011) | Этнические группы (2011) | Этнические группы (2011) | Этнические группы (2011) |
| Этническая группа        |                          |                          | Процент                  |                          |
| ------------------------ | ------------------------ | ------------------------ | ------------------------ | ------------------------ |
| Болгары                  |                          |                          | 90.9 %                   |                          |
| Цыгане                   |                          |                          | 4.4 %                    |                          |
| Турки                    |                          |                          | 3.3 %                    |                          |
| Другие                   |                          |                          | 1.4 %                    |                          |